# Castillo de Valmer y parque y jardines
El castillo de Valmer (en francés: Château de Valmer) es un château francés situado en la comuna de Chançay, en una zona de cultivos vitivinícolas en la proximidad del río Brenne, en el departamento de Indre-et-Loire en la región de Centro-Val de Loira. El edificio original fue construido durante el Renacimiento y fue destruido en un incendio en 1948. El castillo fue inscrito al título de los monumentos históricos en 1930.
El Parque y jardines del Castillo de Valmer (en francés: Parc et Jardins du Château de Valmer) es un señorío vitivinícola y arboreto privado de 85 hectáreas de extensión. Tiene unos jardines renacentistas italianos en terrazas elevadas que han sido inventariados como monuments historiques de France desde 1930 y reconocidos como «Jardin remarquable» por el Ministerio de la Cultura de Francia en 2004. Se abre al público solamente unos días al mes y se paga una tarifa de entrada.
Pertenece al conjunto cultural de los castillos del Loira, pero no está, por muy poco, dentro del ámbito del «Valle del Loira entre Sully-sur-Loire y Chalonnes-sur-Loire» declarado Patrimonio de la Humanidad  en 2000.

## Historia

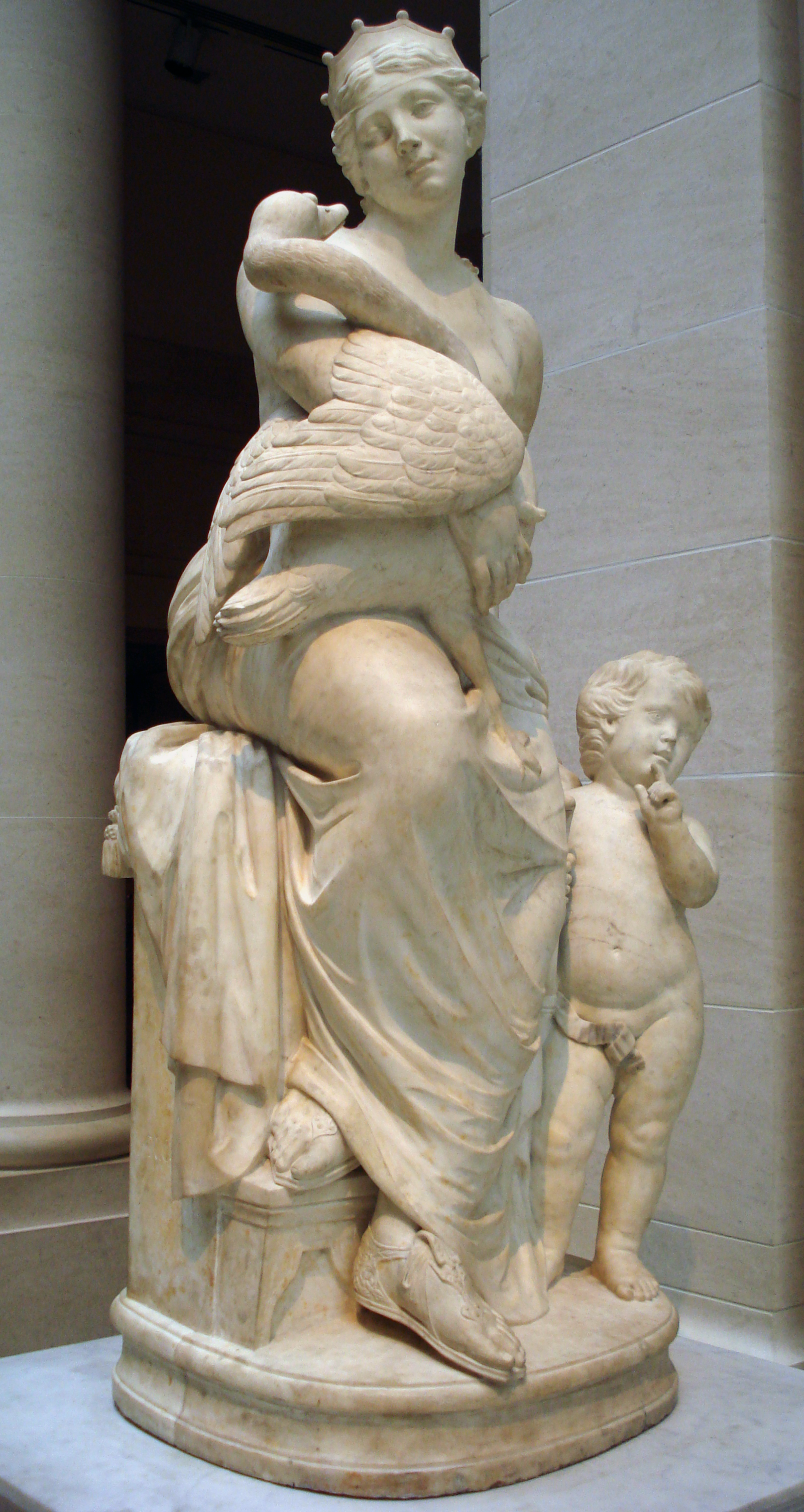
Leda y el cisne obra de Sarazin, en el « Château de Valmer ».

El dominio del castillo de Valmer, con una superficie total de 60 hectáreas, se encuentra en el valle del Brenne. El castillo histórico fue construido en 1525 en el estilo Renacimiento italiano del siglo XVI. El acondicionamiento de la capilla de la cuevatambién data de esa época. Valmer fue ampliado en el siglo XVII por Thomas Bonneau, consejero de Luis XIII, quien adquirió el dominio el 23 de mayo de 1640 y lo cambió profundamente haciendo construir la terraza alta, los comunesn y el pabellón del Petit Valmer.
El cuerpo del castillo fue destruido en un incendio en 1948 y solo hay rastros simbolizadas en una de las terrazas por la plantación de tejos. Los otros edificios y dependencias se conservan, incluso el pabellón de Luis XIII, y la capilla troglodita, excavada en la roca en el siglo XVI. Sirven a las diversas actividades  del dominio, propiedad de la familia de Saint Venant desde 1888. El propietario actual es Aymar de Saint Venant.

## El parque
Thomas Bonneau deseaba un parque los jardins à l'italienne en el flanco  cuesta abajo hacia el valle del río Brenne. 
Los jardines fueron diseñados a partir de 1647 y los diseños para el parque, del jardín de flores y del huerto actuales son similares a los de 1695. 
Estos fueron parcialmente registrados en el Registro de Monumento  Histórico de Francia con fecha de 11 de mayo de 1930 (la valla zanja del jardín, su valla y su entrada, la avenida, el canal, el puente y la cuenca, la terraza de tierra, la escaleras independiente la fábrica, el jardín de flores y el huerto)
Varias esculturas adornan el parque: dos leones de terracota, jarrones de piedra y una estatua de San Huberto en la parte superior de una columnata, cuatro columnas de piedra. 
La escalera que conduce al jardín florido y al huerto está enmarcada por dos leones de piedra.
Dos fuentes que adornan la «'Terrasse des Parterres» ('Terraza de los parterres'), tres estatuas: un niño, un ángel y una bacante adornan la « Terrasse de la Reine» ('Terraza de la Reina') y la estatua de Leda ha sido sustituida por una figura masculina en la «Terrasse de Léda» ('Terraza de Leda').
El huerto de una hectárea encerrado entre muros, está ubicado en la terraza más baja, es un notable conservatorio de plantas vivas de alrededor de 900 especies antiguas o extintas de frutas, verduras y plantas. La pérgola de las calabazas es particularmente espectacular. El dominio también conserva más de 3.500 tipos de semillas.

### El dominio vitivinícola
El dominio vitivinícola-bodega Valmer, desde 1888 produce vinos diferentes en el AOC Vouvray (método tradicional, seco, semiseco y dulce) y  Touraine (rosé).
Abarca 28 hectáreas (en el siglo XIX, había llegado a 100 hectáreas, antes de ser reducido a sólo una pocas hectáreas a finales de 1960), dividido en varias parcelas en suelos arcillo-calcáreos y arcillo-silíceos. Las uvas utilizadas son Chenin para Vouvray y Grolleau para el Touraine.